# Angus Sampson
Angus Murray Lincoln Sampson (Sydney, 1979) is een Australische acteur, voice-over artist, regisseur en een schrijver in Los Angeles en Melbourne.

## Leven
Angus Sampson werd geboren in Sydney, Australië in 1979. Hij is afgestudeerd aan de Trinity Grammar School in Sydney en won een plaats in de Armidale School in het noorden van New South Wales. In 2002 was hij afgestudeerd van de AWARD school. In 2007 werd hij verkozen als "Sexiest People of 2007" door de Who magazine.

## Filmografie
| Jaar | Titel                                          | Rol                                | N.B        |
| ---- | ---------------------------------------------- | ---------------------------------- | ---------- |
| 1998 | Dags                                           | Prozac                             |            |
| 1999 | Smile & Wave                                   | Ray                                | Korte film |
| 2003 | The Referees                                   | Stevo                              | Korte film |
| 2003 | Darkness Falls                                 | Raymond 'Ray' Winchester           |            |
| 2003 | Fat Pizza                                      | Junky                              |            |
| 2003 | Razor Eaters                                   | Syksey                             |            |
| 2005 | You and Your Stupid Mate                       | Jeffrey                            |            |
| 2006 | Kokoda                                         | Dan                                |            |
| 2006 | Footy Legends                                  | Lloydy                             |            |
| 2007 | Feeling Lonely?                                | Rob                                | Korte film |
| 2007 | Rats and Cats                                  | Dief                               |            |
| 2009 | The Last Supper                                | Judas                              | Korte film |
| 2009 | The Wake                                       | Jonathan                           | Korte film |
| 2009 | Celestial Avenue                               | Ah Gong                            | Korte film |
| 2009 | Where the Wild Things Are                      | De presentator in een stieren pak. |            |
| 2010 | I Love You Too                                 | Thug                               |            |
| 2010 | Pop                                            | Man                                | Korte film |
| 2010 | Summer Coda                                    | Franky                             |            |
| 2010 | Insidious                                      | Tucker                             |            |
| 2010 | Legend of the Guardians: The Owls of Ga'Hoole  | Jutt                               | Stemrol    |
| 2011 | There's a Hippopotamus on Our Roof Eating Cake | Vader                              | Korte film |
| 2011 | Post Apocalyptic Man                           | Barfly                             | Korte film |
| 2011 | Tender                                         | Max                                | Korte film |
| 2011 | Teddy                                          | Jim                                | Korte film |
| 2011 | Attack                                         | Soldaat                            | Korte film |
| 2012 | 100 Bloody Acres                               | Lindsay Morgan                     |            |
| 2013 | Blinder                                        | Franky                             |            |
| 2013 | Insidious: Chapter 2                           | Tucker                             |            |
| 2014 | The Mule                                       | Ray Jenkins                        |            |
| 2015 | Now Add Honey                                  | Mick Croyston                      |            |
| 2015 | Mad Max: Fury Road                             | The Organic Mechanic               |            |
| 2015 | Insidious: Chapter 3                           | Tucker                             |            |
| 2018 | Insidious: The Last Key                        | Tucker                             |            |
| 2021 | Mortal Kombat                                  | Goro                               | Stemrol    |
| 2023 | Insidious: The Red Door                        | Tucker                             |            |
| 2024 | Furiosa: A Mad Max Saga                        | The Organic Mechanic               |            |

- Biblioteca Nacional de España: XX5595797
- Bibliothèque nationale de France: cb167670395 (data)
- Gemeinsame Normdatei: 1093611790
- International Standard Name Identifier: 0000 0000 4020 2089
- Library of Congress Control Number: n2008013857
- Nationale Bibliotheek van Tsjechië: xx0223144
- Nederlandse Thesaurus van Auteursnamen: 393658899
- Virtual International Authority File: 16692384
- WorldCat: E39PBJdMcTjp33VKqg4mVmymVC